# Hrvaški obrambni svet
Hrvaški obrambni svet (hrvaško Hrvatsko vijeće obrane; kratica HVO) je bila hrvaška oborožena sila v sestavi Bosne in Hercegovine. HVO je osnoval HDZ, usmerjala in financirala pa Republika Hrvaška.

## Vojaške enote
- polki HVO